# 勝山記

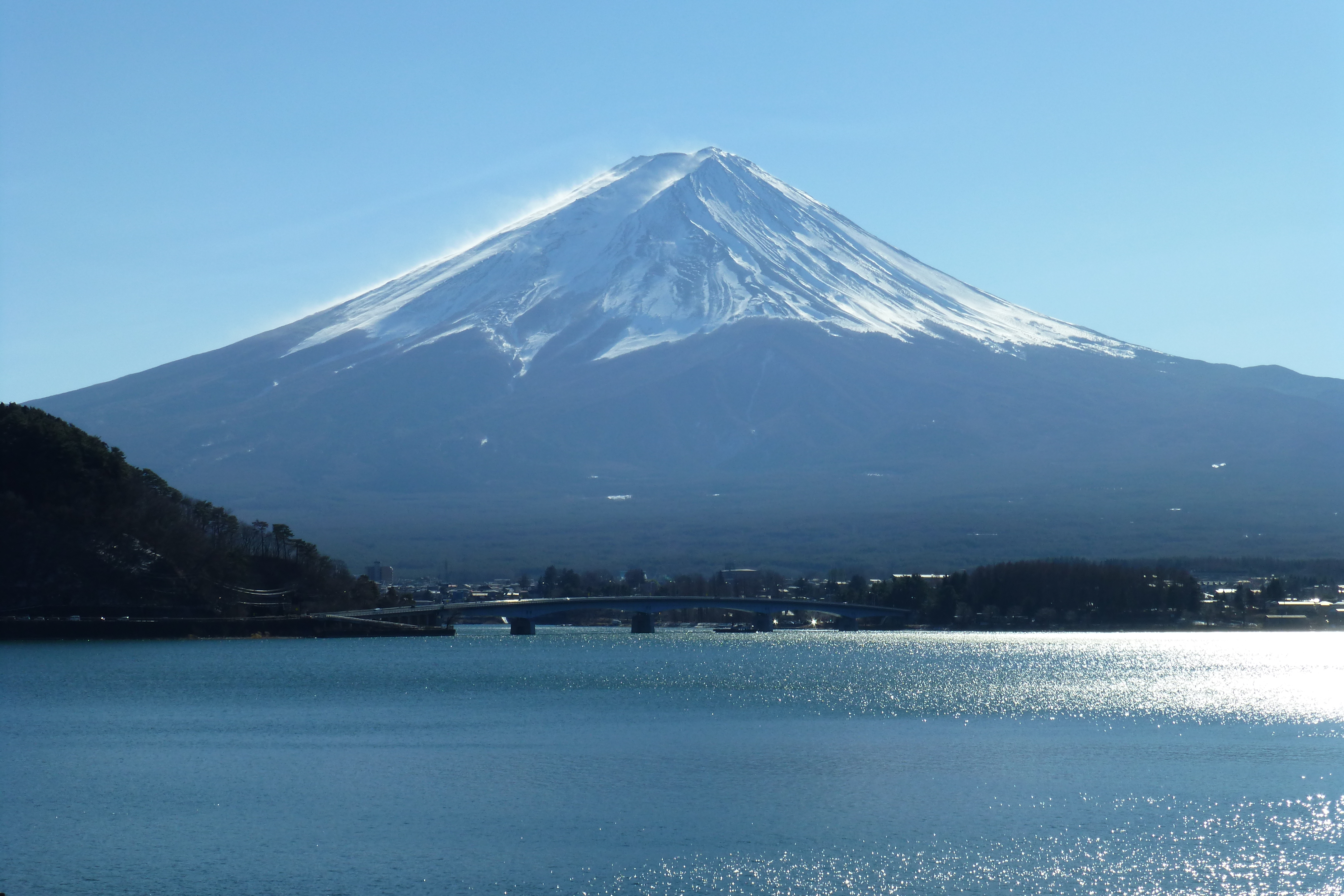
河口湖と富士山

勝山記・妙法寺記（かつやまき・みょうほうじき）は、戦国時代の年代記。甲斐国（山梨県）の河口湖地方を中心とした富士山北麓地域の年代記。

## 『勝山記・妙法寺記』の諸本

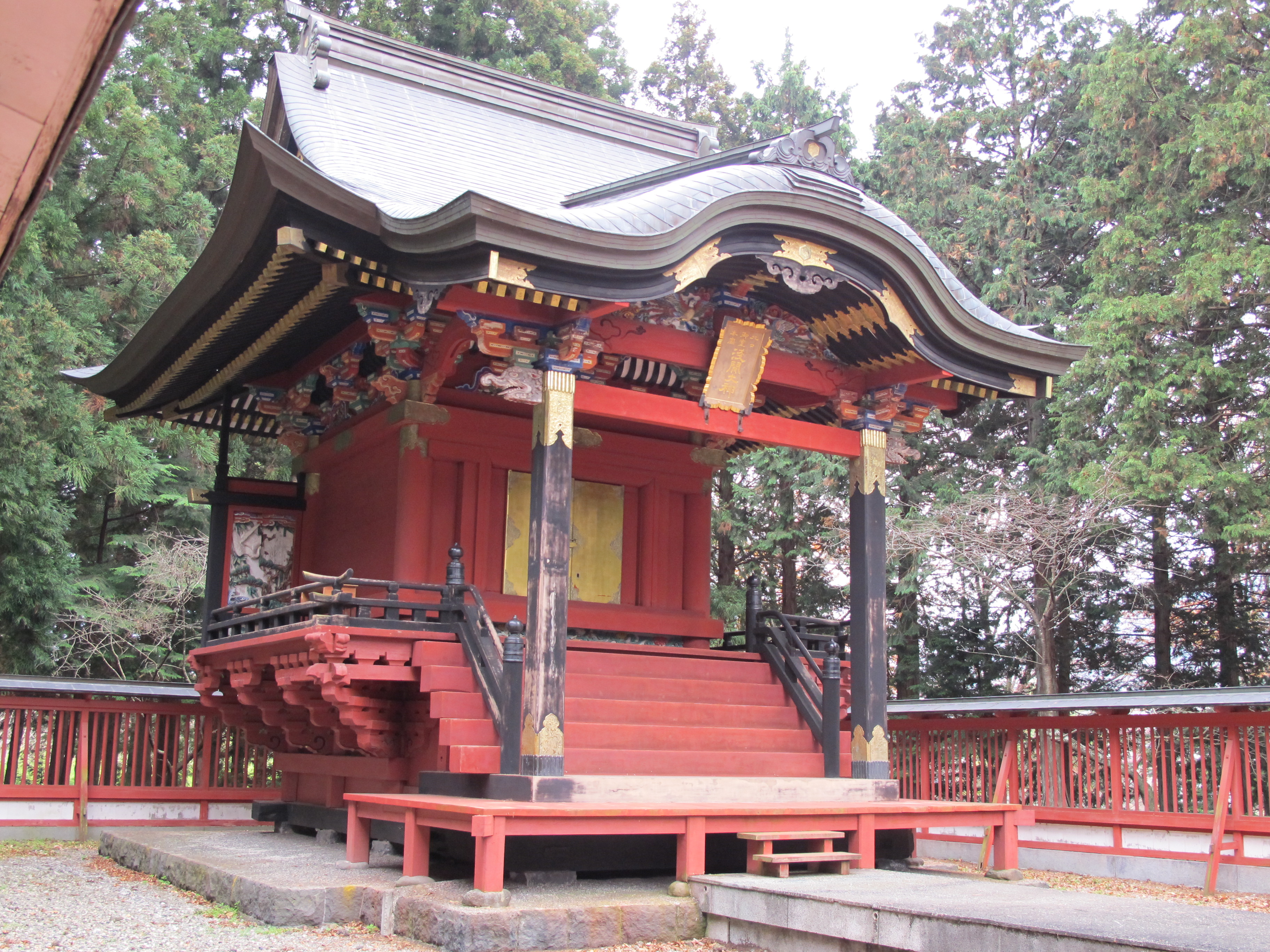
冨士御室浅間神社

「勝山記」の書名は江戸時代後期に成立した甲斐国地誌『甲斐国志』編纂に際して付与されたもので、原本は無題。異名は『妙法寺記』で、『勝山記』系と『妙法寺記』系の写本が複数現存するため、現存しない共通祖本が存在したと考えられている。『勝山記』系の諸本では富士河口湖町勝山に鎮座する冨士御室浅間神社所蔵本が最も原本に近いと位置づけられており、『甲斐国志』編纂に際しても用いられている。一方、『妙法寺記』系では江戸時代の文政9年（1826年）刊行の木版本が最善本と位置づけられている。

## 内容

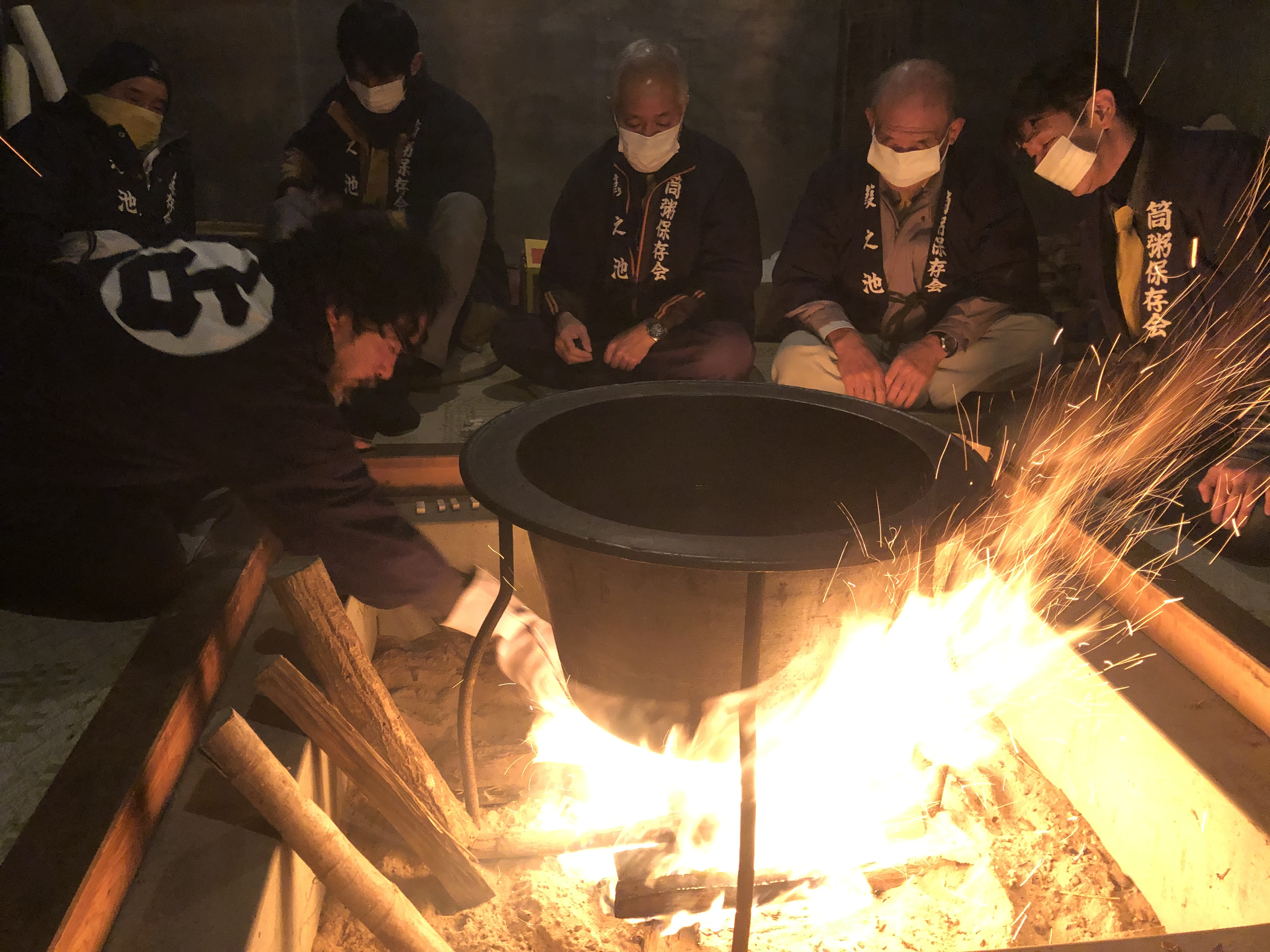
冨士山下宮小室浅間神社の筒粥の占い

『勝山記・妙法寺記』内容は上代の師安年間（私年号、564年）から永禄6年（1563年）まで複数人により書き継がれた記録。甲斐国守護・武田氏や郡内領主である小山田氏の政治的動向に加え、下宮浅間（現冨士山下宮小室浅間神社）の筒粥神事の占い記録や水掛麦など富士北麓の生活誌、災害の様相など世相が記録されている。
戦国時代の甲斐国に関する同時代の記録では他に『高白斎記』や『塩山向岳庵年代記』、『王代記』などがあり、戦国期を中心とする甲斐国中世史研究の基本史料と位置づけられている。また、晴信（信玄）期に本格化した信濃侵攻により領国化された信濃国に関する記述も多い。
前半部分は年紀法や内容の検討から『王代記』『如是院年代記』、『皇年代記』や歴代住職の覚書類を作成資料として余白に書付けられたと考えられており、内容の追筆も行われている。この追筆は南北朝期から増加し、室町時代の文正年間には甲斐国関係の記事が頻出し、『妙法寺記』系の諸本はこの時点から筆写が開始されている。永禄年間に編集が行われて冊子本に整理され、転写が繰り返され諸本が成立したと考えられている。

## 研究史
明治時代には歴史学者の田中義成により富士河口湖町小立の法華宗本門流寺院である蓮華山妙法寺の歴代住職により書き継がれた年代記であると位置づけられた。
かつては『妙法寺記』系の刊行本が一般的で、『勝山記』系の諸本は1935年（昭和10年）に山梨県の郷土史家の赤岡重樹の校訂による『甲斐叢書』収録本が唯一であった。1980年代後半には山梨郷土研究会誌『甲斐路』（現在の『甲斐』）において書名や原本、筆者などに関する論争が繰り広げられた。1985年（昭和60年）には流石奉『勝山記と原本の考証』において一般書名は『勝山記』とするのが妥当であるとする結論が出され、同書ではじめて本格的な『勝山記』の収録を行った。
流石説には柴辻俊六らも同調するが、富士吉田市史編纂委員を務めていた笹本正治は妙法寺歴代住職の書き継いだ集成は『妙法寺記』が妥当であると反論し、『富士吉田市史史料叢書』において文政10年の公刊本と続群書類従本の『妙法寺記』及び、精度の高い翻刻である御室浅間神社所蔵『勝山記』を収録した。また、流石が編纂委員に加わった『勝山村史』（1992年）や柴辻が編纂委員に加わった『都留市史』（1992年）などの自治体史において翻刻本の刊行が相次いだ。
『山梨県史』では「資料編6下中世3 （県外記録・奥書） 」に収録されている。また、『信濃史料』『新編信濃史料叢書』などの長野県の史料集にも収録されている。

## 「日国覚書」の発見
1995年（平成7年）には『山梨県史』編纂事業に際した古文書調査が実施され、富士河口湖町小立の法華宗寺院である常在寺所蔵の新出史料が発見された。これは日蓮宗の聖教である「教機時国教法流布段録」冊子の余白部分に記された「日国覚書」で、聖教とは同筆と鑑定されている。
「日国覚書」は「勝山記・妙法寺記」の原本系統に属する史料から転写された断片であると考えられている。内容は「勝山記・妙法寺記」における延徳3年（1491年）～4年にあたる記事で、諸写本と比較しても多大な内容が記され注目されている。筆者である戒善坊日国は明応5年（1496年）の記事が初見で、永正5年（1508年）には常在寺住職日運の死去に際して妙法寺から移ったと考えられている。明応9年（1500年）に住職となり大永5年（1525年）に死去している。
「日国覚書」発見を受けて大木丈夫や末柄豊、柴辻俊六らが諸本の系統を検討し、相次いで論文が発表された。大木は筆写を日国上人をはじめとるす妙法寺僧とし、旧説の「妙法寺記」を支持した。一方の末柄は「日国覚書」の筆者を日国ほか常在寺の寺宗僧が書き継いだものとした。さらに『勝山記』『妙法寺記』の共通祖本の存在を想定し、書名は「常在寺衆中記」が適当であるとする新見解を示した。柴辻は双説の妥当性を認めつつ、「年代記写」の筆写を日国上人と断定することは慎重視すべきであるとする見解を発表している。
「日国覚書」は『山梨県史 資料編』6中世3上に収録。